# تیوباربیتال
تیوباربیتال (انگلیسی: Thiobarbital) یک مشتق باربیتورات است.s: